# Costa degli scheletri
La Costa degli scheletri è una parte della costa atlantica della Namibia settentrionale. In senso proprio, il nome si riferisce al tratto di costa compreso fra le foci dei fiumi Cunene e Swakop; in alcuni casi, tuttavia, lo si usa in senso più generico per indicare la parte costiera del deserto del Namib fino al fiume Orange. Il tratto di costa più settentrionale, fra il Cunene e il fiume Ugab, è incluso nell'area naturale protetta del Parco nazionale della Costa degli scheletri, fondato nel 1973. Il tratto di 200 km che va da Swakopmund al fiume Ugab, denominato National West Coast Recreation Area, è rinomato per la pesca sportiva, che attrae appassionati anche dallo Zimbabwe e dal Sudafrica.

## Origine del nome

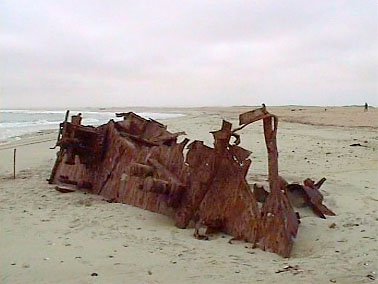
Uno delle centinaia di relitti della Costa degli scheletri

La Costa degli scheletri è nota per essere particolarmente inospitale e difficile da raggiungere; verso l'interno il deserto si estende per decine di chilometri, e dal mare è difficile avvicinarsi a causa delle forti onde causate dalla corrente del Benguela. Per questi motivi la costa era chiamata "la terra che Dio ha creato con rabbia" dai boscimani, e "le sabbie dell'Inferno" (as areias do Inferno) dai portoghesi. Il nome odierno si riferisce agli innumerevoli relitti spiaggiati lungo la costa. In tutto se ne contano oltre un migliaio; fra i più celebri ci sono quelli delle navi Eduard Bohlen, Otavi, Dunedin Star e Tong Taw.
La pericolosità della costa per la navigazione, anche in tempi recenti, è dovuta al trasporto sabbioso dalle dune al mare; ad effetto del vento le dune avanzano nel mare, la sabbia sollevata dal vento costituisce banchi sottomarini modellati dalla corrente anche a notevole distanza dalla costa, tali banchi sono molto difficili da identificare e mappare; i relitti incagliati nei banchi sono spesso ormai inglobati nelle sabbie costiere.

## Territorio
La costa è quasi ovunque piatta e sabbiosa, solo raramente rocciosa. Nella parte meridionale predominano le spiagge sassose, mentre a nord le dune di sabbia arrivano ad affacciarsi sull'oceano. Il clima è estremamente arido, con scarsissime precipitazioni. L'umidità viene però portata nell'entroterra dal fenomeno delle nebbie costiere: la corrente fredda del Benguela che lambisce la costa, infatti, è di circa 8° più fredda delle acque continentali, e il contatto fra le rispettive masse d'acqua provoca il condensarsi di nebbie costiere per quasi tutto l'anno. Poiché il fenomeno è più intenso durante le ore notturne, le nebbie mattutine arrivano talvolta a spingersi nell'entroterra per oltre 50 chilometri all'interno. L'umidità trasportata da questa nebbia fornisce un sostentamento fondamentale per la sopravvivenza della flora e della fauna del deserto del Namib.

## Fauna
Nella regione vive una vasta gamma di animali, da quelli di piccola taglia come insetti e rettili (presenti anche in molte zone interne del Namib) fino a grandi mammiferi come elefanti, giraffe, rinoceronti, leoni, springbok e orici gazzella.